# Polikarpov I-153
Le Polikarpov I-153 Tchaïka (« mouette » en Russe) est un avion de chasse biplan soviétique de la fin des années 1930. Développé à partir du Polikarpov I-15, le I-153 ne servit pas longtemps, mais combattit en Mongolie, lors de la Guerre soviéto-japonaise et lors de la Grande Guerre patriotique (1941-45).

## Développement
Selon les Forces aériennes soviétiques, le Polikarpov I-15 souffrait de nombreux défauts, dus à son aile supérieure en forme « d'aile de mouette » :
- Stabilité longitudinale insuffisante,
- Piètre visibilité,
- Faible qualité de construction,
- Vitesse maximale largement inférieure à celle du monoplan Polikarpov I-16 Ishak.

En conséquence, la production du Polikarpov I-15 fut stoppée dès 1935.
Envoyé en 1936 pour aider les Républicains pendant la Guerre d'Espagne, un groupe de I-15 se distingua. Les Forces aériennes soviétiques reconsidéra alors son « aversion » pour les biplans et demanda à Polikarpov de produire une version améliorée du I-15.
Alors que ce I-15 « bis » entrait en production, l'OKB commençait à travailler sur une version plus avancée comportant une mitrailleuse ShKAS, un moteur Chvetsov M-62 et un train d'atterrissage rétractable (il s'agissait d'un des premiers projets auxquels a participé Artem Mikoyan). La demande pour le nouvel avion I-153 (littéralement « I-15 3e version ») était soumise en 1937. Propulsé par le moteur Chvetsov M-25 (en), le premier prototype est lancé en août 1938. L'avion ne réussit pas les tests à cause de nombreux défauts qui furent corrigés dans le second prototype. La production put commencer parallèlement au développement et aux tests.
Doté du moteur Chvetsov M-25, les performances de l'appareil s'avérèrent décevantes : avec une vitesse maximale de 424 km/h et un plafond opérationnel de 8 700 mètres, il lui fallait 6 min 24 s pour atteindre 5 000 mètres. Polikarpov attendait beaucoup du nouveau Chvetsov M-62.
Le premier appareil équipé du M-62 fut livré le 16 juin 1939. Son plafond opérationnel était alors de 9 800 mètres et sa vitesse maximale de 442 km/h, ce qui restait tout de même en deçà des 462 km/h espérés. De plus, un des appareils de production se désintégra lors d'une descente en piqué à 500 km/h mettant en évidence d'importantes faiblesses structurelles. Ceci, combiné à d'autres défauts révélés par les tests ainsi que la faible visibilité (à cause de l'aile supérieure) poussa le gouvernement à refuser la livraison des appareils. Nombre des améliorations qui furent proposées par Polikarpov n'étaient même pas applicables puisque l'avion était déjà en production. Cherchant par tous les moyens à augmenter les performances, Polikarpov testa deux I-153 avec le moteur Chvetsov M-62 de 1 000 ch. Malheureusement, les résultats ne furent pas à la hauteur des espérances et il devint alors évident que le schéma biplan n'était pas capable de vitesses plus élevées.
Une des caractéristiques du I-153 rarement mentionnée est sa faible performance en vrille. Si le I-16 était connu pour être capable de sortir facilement d'une vrille, ce n'était pas le cas du I-153. À tel point que la vrille fut interdite aux pilotes jusqu'à ce qu'une procédure de sortie de vrille soit mise au point, mais, là encore, elle requérait une exécution et un timing sans faille.
Au total, 3 437 I-153 furent construits jusqu'à la fin de la production en 1941.

## Utilisateurs
République de Chine
- Force aérienne de la République de Chine, 75 exemplaires durant la guerre sino-japonaise.

 Finlande

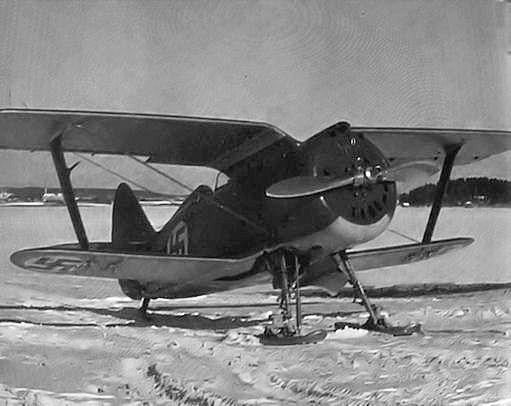
I-153 finlandais

- L'Armée de l'air finlandaise utilisa 21 appareils capturés, dont 11 achetés à l'Allemagne (seuls 10 furent réellement livrés). Ils étaient désignés par les références IT-11 à IT-31[1],[2].

 Reich allemand
- Luftwaffe utilisa des appareils capturés.

 Union soviétique
- Armée de l'air russe